# Јад Вашем
Јад Вашем (хебр. יד ושם, понекад Yad VaShem; Меморијална установа за жртве и хероје холокауста) је званични меморијални центар за јеврејске жртве холокоуста у Израелу. Налази се на Брду сјећања (Хар Хазикарон) у Јерусалиму. Основна намјена музеја је документовање страдања 6 милиона Јевреја током холокауста који се десио током Другог свјетског рата.

## Историја
Музеј је основан 1953. године законом који је донијела Скупштина Израела позната као Кнесет. Назив „Јад Вашем“ је преузет из Светог писма: 
| „             | Подићи ћу у кући својој и међу својим зидовима споменик и име (Јад Вашем)… даћу им вјечно име које неће бити искорјењено. | ” |
| — Исаија 56:5 | |   |

- Јад Вашем
- Меморијална установа за жртве и хероје холокауста, Јад Вашем у Јерусалиму